# سبورة بيضاء

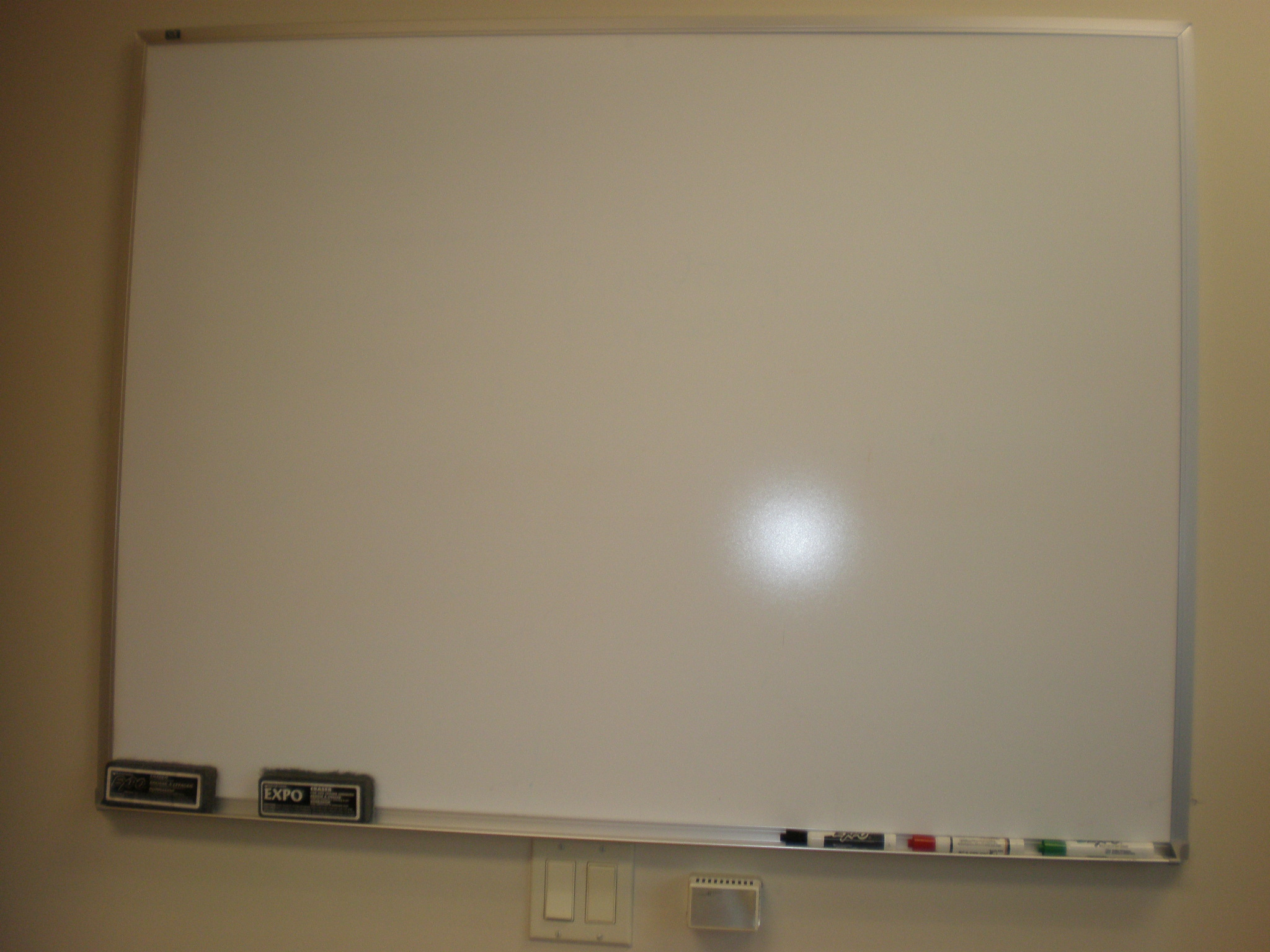
سبورة بيضاء.

السبورة البيضاء (الجمع: سَبُُّورَات بَيْضَاء) هو أي سطح لامع، والأكثر شيوعا اللون الأبيض، حيث يمكن وضع علامات غير دائمة. وزادت شعبيتها بسرعة في منتصف 1980، وأنها أصبحت لاعبا أساسيا في كثير من المكاتب وغرف الاجتماعات، والفصول الدراسية في المدارس، وبيئات العمل الأخرى.

## المواد السطحية
لعمل سبورة بيضاء بسيطة نستخدم لوح فيبر أبيض من النوع الذي يستخدم لعمل المطابخ الألمونتال وهو متوفر عند شركات الألمونتال ويتم إحاطة هذا اللوح بإطار ألمونتال ومن ثم تعليقه في المكان المخصص كما نستخدم أقلام السبورة الخاصة للكتابة والشرح.
ولاستخدام مواد أبسط تستطيع شراء لوح خشبي مدهون بطبقة بيضاء لامعه وهو متوفر عند تجار الأخشاب وإحاطته بإطار خشبي ومن ثم تعليقه وفي هذه الحالة ستقل التكلفة أكثر من الثلثين عن طريقة لوح الفيبر.

## المزايا
- إمكانية مسح اللوح بكل سهولة.
- تقليل الغبار الناتج عن الكتابة بالطباشير وتقليل احتمالية اتساخ الملابس نتيجة لذلك.

## العيوب
صعوبة مسحها عند الكتابة عليها ببعض أقلام اللبدية، بالإضافة إلى أنها تعكس الضوء المقابل لها من النوافذ فتعيق الررؤية عند بعض الاشخاص.